# Província de Quảng Ninh
Quảng Ninh és una província de la costa nord-est del Vietnam. Es troba a uns 153 km a l'est de Hanoi i comprèn quatre ciutats, dos poble-districtes i set districtes rurals. La província alberga la badia de Hạ Long, declarada Patrimoni de la Humanitat. La capital provincial és Hạ Long. La província té una superfície de 6178,21 quilòmetres quadrats i en 2019 tenia 1.320.324 habitants. Gairebé el 80% de la província és muntanyenca i compta amb abundants terres, aigües forestals i recursos minerals. Gairebé el 90% de la producció de carbó del país s'extreu en aquesta província. Hạ Long Bay té 1.969 illes, de les quals 989 tenen nom.

## Demografia
Segons l'Oficina General d'Estadístiques del Govern del Vietnam, la població de la província de Quảng Ninh, en 2019, era d'1.320.324 habitants amb una densitat de 216 persones per km² en una superfície total de 6.178,21 quilòmetres quadrats. La població masculina en aquest període era de 671.522 persones i la femenina de 648.802. La població rural era de 498.338 habitants (36,1% de la població total) enfront d'una població urbana de 822.761 (63,9% de la població total).
En Quảng Ninh hi ha uns 40 grups ètnics reconeguts pel govern vietnamita. Cada ètnia té la seva pròpia llengua, tradicions i subcultura. Els grups ètnics més nombrosos són: vietnamita 87,69%, Yao 5,57%, Tày 3,08%, i Sán Dìu 1,56%, i tots els altres componen el 2,1% restant (cens 2019).
En aquesta terra de cultura mil·lenària les creences religioses dominants són les dels budistes, els cristians i el culte als avantpassats, a més d'altres creences populars.

### Principals ciutats
- Hạ Long
- Uông Bí
- Móng Cái
- Cẩm Phả
- Quảng Yên
- Đông Triều

## Economia
Encara que l'economia de la regió es basa en l'agricultura, altres sectors de la indústria i el turisme també estan rebent una atenció creixent.

## Fauna
Quảng Ninh, a causa del seu variat terreny, clima i sòl, presenta un sistema mediambiental diversificat i abundant. Per això, la província compta amb una rica biodiversitat de flora i fauna. Les espècies florals identificades són 1.027 de 6 talls, mentre que les espècies faunístiques són 120.